# Янг, Эллин Эббот
Эллин Эббот Янг (Allyn Abbott Young, 19 сентября 1876, Кентон, шт. Огайо — 7 марта 1929, Лондон) — американский экономист. Являлся самым юным выпускником колледжа Хирам (1894); в дальнейшем учился в университете Висконсина. Преподавал в Дартмутском колледже, Корнеллском университете, Стэнфорде и Гарварде. Президент Американской статистической (1917) и экономической ассоциаций (1925).

## Основные произведения
- «Обзор „Здравого смысла“ Уикстида» (Review of Wicksteed’s Common Sense, 1911);
- «Теория политической экономии Джевонса» (Jevons’s Theory of Political Economny, 1912).